# Natalia Expósito Reyes
Natalia Expósito Reyes (Madrid, 20 d'octubre de 1997) és una futbolista espanyola que juga com a portera. Actualment juga en l'equip DUX Logroño.

## Trajectòria
Va fer el seu debut esportiu en les categories inferiors del Atlètic de Madrid, passant tant pel tercer equip com pel segon. Mai no va debutar en el primer equip i va ser transferida al segon equip del Rayo Vallecano.
Després d'unes bones actuacions va ser fitxada pel Madrd CFF, equip el qual va estar un any abans de tornar al Rayo Vallecano, pero aquesta vegada al primer equip. Va debutar en el Rayo Vallecano davant del Atlètic de Madrid, en un partit que va quedar empat a 0. Va entrar en substitució de Patricia Larqué Juste després de la seva lesió.
L'any 2023 va fitxar pel DUX Logroño, equip en el que seguix jugant.
| Club                       | País    | Any       |
| -------------------------- | ------- | --------- |
| Atlètic de Madrid C        | Espanya | 2013-2014 |
| Atlètic de Madrid B        | Espanya | 2014-2017 |
| Rayo Vallecano de Madrid B | Espanya | 2017-2018 |
| Madrid CFF                 | Espanya | 2018-2019 |
| Rayo Vallecano de Madrid   | Espanya | 2019-2021 |
| Madrid CFF                 | Espanya | 2021-2023 |
| DUX Logroño                | Espanya | 2023-Act. |